# Jan Sosniok
Jan Sosniok (Gummersbach, 14 marzo 1968) è un attore tedesco.

## Biografia
Jan Sosniok, nato a Gummersbach, nel Land Renania Settentrionale-Vestfalia, ha conseguito gli studi superiori a Wiehl.
Dopo essersi dedicato a vari lavori artigianali, partecipa ad un concorso per modelli del 1992, organizzato dalla rivista Max, dove ottiene un discreto successo. La sua carriera di modello lo porta in giro per il mondo, fin quando non decide di dedicarsi al teatro nel 1994.
Dopo diversi anni, arriva al successo con il telefilm Lolle (in tedesco: Berlin, Berlin).
Ha due figli, un figlio di nome Jonas, e una figlia di nome Cynthia, che vivono con lui a Berlino, dopo che Jan e la moglie si sono separati nel 2001

## Doppiatori italiani
Nelle versioni in italiano dei suoi film, Jan Sosniok è stato doppiato da:
- Fabrizio Pucci: Rosamunde Pilcher: Un amore quasi impossibile
- Niseem Onorato: La locandiera
- Fabio Boccanera: Lolle